# Ék (együttes)
Az ék egy magyar pszichedelikus art rock zenekar, amely 2014-ben alakult Budapesten. A magyar underground zenei élet egyik domináns formációja, a hazai és európai fesztiválok és klub koncertek rendszeres fellépője. Számaik javarészt angol szöveggel íródnak. 
Zenéjükre jellemző az elsöprő intonáció, a rögtönzött hangzásvilág és a határozott előadásmód.

## Története
A zenekar 2014-ben alakult Budapesten. Az alapító tagok közül Kecskeméti Csaba és Lee Olivér előtte a Cry Free nevű Deep Purple tribute-zenekarban játszott. A közönség előtt azonban csak 2015-ben mutatkoztak be. Az év szeptember 1-én jelent meg első nagylemezük February címmel, az NKA Cseh Tamás (jelenleg Hangfoglaló) Induló Előadókat támogató pályázatán elért győzelmük által. A zenekar rengeteg hazai koncertet és európai turnét tudhat a háta mögött. A második nagylemezt 2018. március 25-én adták ki Whatever It Takes címmel, a Sounday Stúdió gondozásában. Ez volt az együttes első lemezkiadói munkája. Addigi anyagaik szerzői kiadásban jelentek meg, ez alól kivételt képez a 2016-os Legyen Vörös című Quimby-feldolgozás, melynek kiadója a Tom-Tom Records volt. 2018-ban részt vettek a Fülesbagoly Tehetségkutató-sorozat martonvásári versenyén, melynek döntőjét meg is nyerték. Ennek köszönhetően felléphettek a 2018-as Szegedi Ifjúsági Napok fesztiválon, valamint a törökbálinti SuperSize Recording Stúdióban rögzíthették a 2018. november 12-én megjelent Orchard című első kislemezük hanganyagát, amelyen szerepel a zenekar első magyar nyelvű saját szerzeménye Erdő címmel. 2021. augusztus 19-én közzétették a harmadik nagylemez felvezetéseként a Shadow On The Wall című számot, melyhez videoklippet is forgattak. Harmadik nagylemezük 2021. szeptember 23-án jelent meg Out Of The Cave címmel, amelynek lemezbemutatója a budapesti Instant-Fogas komplexumban volt, majd egy országos klubturnéval is népszerűsítették az albumot. A lemez utolsó dalában, a The Djinn-ben Tátrai Tibor is közreműködik.

## Tagok
- Lee Olivér – ének, gitár
- Oláh Bence Attila – billentyűs hangszerek
- Kecskeméti Csaba – basszusgitár
- Balasi Ádám – dobok

## Diszkográfia

### Stúdióalbumok
- February (2015)
- Whatever It Takes (2018)
- Out Of The Cave (2021)

### Koncertalbumok
- Live at Akvárium, 2024 (2025)

### Kislemezek
- Orchard (2018)
- Shadow On The Wall (2021)
- Téridő (2023)
- TÉL (2024)

### Videoklipek
- Legyen Vörös. YouTube (Quimby-feldolgozás) (2016)
- God’s Face. YouTube (2017)
- Whatever It Takes. YouTube (2018)
- Mountains II. YouTube (2018)
- Shadow On The Wall. YouTube (2021)
- Grace. YouTube (2022)
- Téridő. YouTube (2023)
- TÉL. YouTube (2024)

## Díjak és elismerések
- NKA Cseh Tamás Könnyűzene Támogató Program – nyertes zenekar (2015)
- Fülesbagoly Tehetségkutató, döntő (Martonvásár) – I. hely (2018)[11]